# Melodifestivalen 1978
El Melodifestivalen 1978 tuvo lugar el 11 de febrero de 1978, y no se retransmitió en directo. El presentador fue Ulf Elfving, y la dirección de la orquesta corrió a cargo de Anders Berglund. 
Tras la celebración del concurso, la mayoría de los rotativos y medios de comunicación suecos opinaban que el tema de Wizex "Miss Decibel" debía haberse hecho con la victoria, y que Björn Skifs no tenía ninguna posibilidad de ganar en la final de París. Allí, Suecia alcanzaría la decimocuarta posición.
Wizex tenía un contrato discográfico con la compañía de Bert Karlsson, skivbolag Mariann Grammofon, lo que supondría su primera participación en el Melodifestivalen.
| Nr. | Artista                | Canción                             | Texto/Música                                     | Puntos | Posición |
| --- | ---------------------- | ----------------------------------- | ------------------------------------------------ | ------ | -------- |
| 1   | Pastellarna            | Idag är det vår                     | Stig Jonsson y Peter Wanngren                    | 52     | 5        |
| 2   | Thomas Munch           | Nåt som gör dej glad                | Thomas Munch, Karin Stigmark y Anders Henriksson | 11     | 9        |
| 3   | Tomas Ledin            | Mademoiselle                        | Tomas Ledin                                      | 78     | 4        |
| 4   | Harlequin              | Harlequin                           | Johan Langer y Jan Askelind                      | 49     | 7        |
| 5   | Göran Fristorp         | Längtan om livet med dig            | Göran Fristorp                                   | 85     | 3        |
| 6   | Wizex y Lasse Holm     | Miss Decibel                        | Lasse Holm y Gert Lengstrand                     | 103    | 2        |
| 7   | Kenneth Greuz          | Åh, evergreens                      | Kenneth Greuz                                    | 50     | 6        |
| 8   | Pugh Rogefeldt         | Nattmara                            | Pugh Rogefeldt                                   | 85     | 3        |
| 9   | Jörgen Edman y Polarna | Lilla stjärna                       | Monica Carlsson y Pär Björk                      | 29     | 8        |
| 10  | Björn Skifs            | Det blir alltid värre framåt natten | Peter Himmelstrand                               | 108    | 1        |

## Sistema de votación
Cada jurado otorgaba de 1, 2, 3, 4, 5, 6, 7, 8, 10 a 12 puntos. 
| Artist         | Luleå | Falun | Karl. | Gotem. | Umeå | Örebro | Norrk. | Malmö | Sunds. | Växjö | Estoc. | Total | Posición |
| -------------- | ----- | ----- | ----- | ------ | ---- | ------ | ------ | ----- | ------ | ----- | ------ | ----- | -------- |
| Pastellarna    | 5     | 4     | 7     | 3      | 6    | 4      | 4      | 5     | 2      | 6     | 6      | 52    | 5        |
| Thomas Munch   | 1     | 1     | 1     | 1      | 1    | 1      | 1      | 1     | 1      | 1     | 1      | 11    | 9        |
| Thomas Ledin   | 7     | 8     | 10    | 10     | 8    | 5      | 6      | 8     | 10     | 4     | 2      | 78    | 4        |
| Harlequin      | 6     | 2     | 6     | 5      | 4    | 3      | 5      | 6     | 3      | 5     | 4      | 49    | 7        |
| Göran Fristorp | 4     | 7     | 12    | 7      | 5    | 7      | 8      | 10    | 12     | 8     | 5      | 85    | 3        |
| Wizex          | 10    | 10    | 4     | 8      | 10   | 12     | 12     | 12    | 5      | 7     | 10     | 103   | 2        |
| Kenneth Greuz  | 3     | 5     | 3     | 4      | 7    | 6      | 2      | 4     | 6      | 3     | 7      | 50    | 6        |
| Pugh Rogefeldt | 12    | 6     | 5     | 6      | 2    | 10     | 10     | 3     | 7      | 12    | 12     | 85    | 3        |
| Jörgen Edman   | 2     | 3     | 2     | 2      | 3    | 2      | 3      | 2     | 4      | 2     | 3      | 28    | 8        |
| Björn Skifs    | 8     | 12    | 8     | 12     | 12   | 8      | 7      | 7     | 8      | 10    | 8      | 108   | 1        |